# Rinnat Safin
Rinnat Ibragimovitsj Safin (Russisch: Риннат Ибрагимович Сафин) (Bolschije Jaki (Tatarije), 29 juli 1940 - nabij Kirisji, 22 oktober 2014) was een Russisch biatleet. 

## Carrière
Safin behaalde zijn grootste successen op de estafette, hij werd op de estafette viermaal wereldkampioen en in 1972 olympisch kampioen. In 1969 werd hij vicewereldkampioen op de 20 kilometer individueel.

## Belangrijkste resultaten

### Wereldkampioenschappen
| 1967 | Altenberg   | 4e     | Zilver |
| 1969 | Zakopane    | Zilver | Goud   |
| 1970 | Östersund   | 15e    | Goud   |
| 1971 | Hämeenlinna | 5e     | Goud   |
| 1973 | Lake Placid | —      | Goud   |

### Olympische Winterspelen
| Jaar | Plaats  | Onderdeel   | Onderdeel | Onderdeel |
| Jaar | Plaats  | Individueel | Estafette |           |
| ---- | ------- | ----------- | --------- | --------- |
| 1972 | Sapporo | 19e         | Goud      |           |